# Ksenofont (Trojepolski)
Ksenofont, nazwisko świeckie Trojepolski (zm. 22 kwietnia?/4 maja 1834) – rosyjski biskup prawosławny.

## Życiorys
Absolwent seminarium duchownego w Siewsku, po ukończeniu nauki złożył wieczyste śluby mnisze i został prefektem tejże szkoły. W 1796 otrzymał godność archimandryty, został przełożonym monasteru Trójcy Świętej w Zieleńcu i katechetą w morskim korpusie szlacheckim. Po dwóch latach został przeniesiony do monasteru Przemienienia Pańskiego w Kazaniu i zatrudniony jako wykładowca Kazańskiej Akademii Duchownej. Rok później został jej rektorem, łącząc to stanowisko z godnością przełożonego monasteru Zaśnięcia Matki Bożej w Swijażsku.
15 stycznia 1800 miała miejsce jego chirotonia biskupia, po której został biskupem swijażskim, wikariuszem eparchii kazańskiej, jednak już w lutym tego samego roku został mianowany ordynariuszem eparchii włodzimierskiej i suzdalskiej. Urząd sprawował przez dwadzieścia jeden lat; w 1821 został przeniesiony na katedrę kamieniecko-podolską i bracławską. W 1832 odszedł w stan spoczynku, dwa lata później zmarł.